# MRBB
De Maatschappij voor Roerend Bezit van de Boerenbond, afgekort MRBB, is een Belgische holding die het vermogen van de Boerenbond beheert. Het is de koepel boven onder meer Arvesta en Acerta en een van de vier grote referentieaandeelhouders van de KBC Groep.

## Geschiedenis
MRBB werd in 1895 als de Middenkredietkas van den Boerenbond opgericht. Ze werd in 1964 tot de Maatschappij voor Roerend Bezit van de Boerenbond, afgekort MRBB, omgevormd, en sinds 28 juli 2022 geregistreerd als besloten vennootschap. De holding is geen verlengstuk van de Boerenbond. 
De holding was eigenaar van de Assurantie van de Belgische Boerenbond (ABB), die in 1998 in de bankverzekeringsgroep KBC opging, wat de historische verankering van de Boerenbond in de KBC Groep verklaart.

## Activiteiten
In totaal zien tientallen bedrijven in de landbouwindustrie, het bank- en verzekeringswezen en de vastgoedsector aan MRBB verbonden. De vier belangrijkste zijn:
- KBC Groep (11,45%), bank- en verzekeringsgroep
- Acerta (50%), HR-dienstverlener
- Arvesta (99,99%), land- en tuinbouwbedrijf
- SBB (46,47%), boekhoudkantoor

De dividenden van MRBB dienen om de werking van  onder meer de Boerenbond, Landelijke Gilden, Ferm, KLJ & Groene Kring en LRV te financieren. Het belangrijkste dividend dat MRBB jaarlijks uitkeert is een dividend aan de Boerenbond. Dat geld wordt voor de financiering van haar werking ingezet, maar ook voor onderzoek, bijvoorbeeld de ondersteuning van proefcentra, onderzoek in de land- en tuinbouw ter ondersteuning van syndicaal werk en cofinanciering van sectorspecifieke onderzoeksprojecten. Een andere belangrijke poot van MRBB is het Agri Investment Fund voor jonge, innovatieve landbouwondernemers. In 2021 keerde de KBC Groep een dividend van 165 miljoen euro aan MRBB uit. In mei 2022 betaalde de bank-verzekeraar een superdividend van 364 miljoen euro aan MRBB uit. MRBB beschikt over een uitgebreide portefeuille van aandelen, staats- en bedrijfsobligaties en vastgoed en heeft een geconsolideerd vermogen van ongeveer 5 miljard euro.

## Bestuur
In 2022 werd door boekhoudkantoor SBB en Boerenbond-aandeelhouder HBB de private stichting Jacob-Ferdinand Mellaerts, vernoemd naar Boerenbond-medestichter Jacob-Ferdinand Mellaerts, opgericht. Deze private stichting is hoofdaandeelhouder van MRBB en telt een raad van bestuur van acht leden, waarvan vijf onafhankelijke ("ongebonden") bestuurders en drie vertegenwoordigers van de Boerenbond, met name de voorzitter, ondervoorzitter en algemeen secretaris. Deze acht bestuurders vormen samen met twee onafhankelijke bestuurders en een uitvoerend bestuurder (CEO van MRBB) de raad van bestuur van MRBB. Voorzitter van zowel de private stichting Jacob-Ferdinand Mellaerts als MRBB is Sonja De Becker, die van 2015 tot 2022 voorzitter van de Boerenbond was. Voorheen werden de functies van voorzitter van de Boerenbond en MRBB door dezelfde persoon uitgeoefend. De overige ongebonden bestuurders zijn KU Leuven-hoogleraar en jurist Kurt Deketelaere, KBC-directeur Guido Poffé, bedrijfsleider en bestuurder Marleen Vaesen en KU Leuven-rector Luc Sels.
In september 2022 werd Raf Sels in opvolging van Marc Wittemans CEO van MRBB. Wittemans bleef lid van de raad van bestuur van MRBB.